# Grupo Recreativo de Matos Cheirinhos
O Grupo Recreativo de Matos Cheirinhos é uma colectividade do concelho de Cascais que tem na secção de ciclismo a sua actividade principal, estando focada na formação de jovens no ciclismo de estrada. Está sediada na freguesia de São Domingos de Rana, Concelho de Cascais, Distrito de Lisboa. 

## Escalões
O clube apresenta habitualmente atletas dos seguintes escalões:
- Benjamins
- Iniciados
- Infantis
- Juvenis
- Cadetes
- Juniores

## Palmarés
2007
Campeonato Nacional de Pista - Prova por Pontos - Juniores, Rui Carvalho
2008
Campeonato Nacional de Pista - Perseguição por Equipas  - Cadetes
Campeonato Nacional de Pista - Velocidade - Cadetes, David Morgado
2011
Campeonato Nacional de Contra-Relógio Individual - Juniores, António Barbio
Volta a Portugal de Juniores - Classificação Colectiva
Volta ao Município de Loulé - Juniores, João Leal
2012
Campeonato Nacional de Estrada - Cadetes, Marcelo Salvador
Campeonato Nacional de Contra-Relógio Individual - Cadetes, Marcelo Salvador
2015
Volta a Portugal de Juniores - Marcelo Salvador